# Finleyville (Pensilvania)
Finleyville es un borough ubicado en el condado de Washington en el estado estadounidense de Pensilvania. En el año 2000 tenía una población de 459 habitantes y una densidad poblacional de 1,054 personas por km².

## Geografía
Finleyville se encuentra ubicado en las coordenadas 40°15′10″N 80°0′13″O / 40.25278, -80.00361.

## Demografía
Según la Oficina del Censo en 2000 los ingresos medios por hogar en la localidad eran de $29,375 y los ingresos medios por familia eran $38,125. Los hombres tenían unos ingresos medios de $31,818 frente a los $21,827 para las mujeres. La renta per cápita para la localidad era de $18,387. Alrededor del 11.1% de la población estaba por debajo del umbral de pobreza.